# 聖羅薩區 (利馬省)

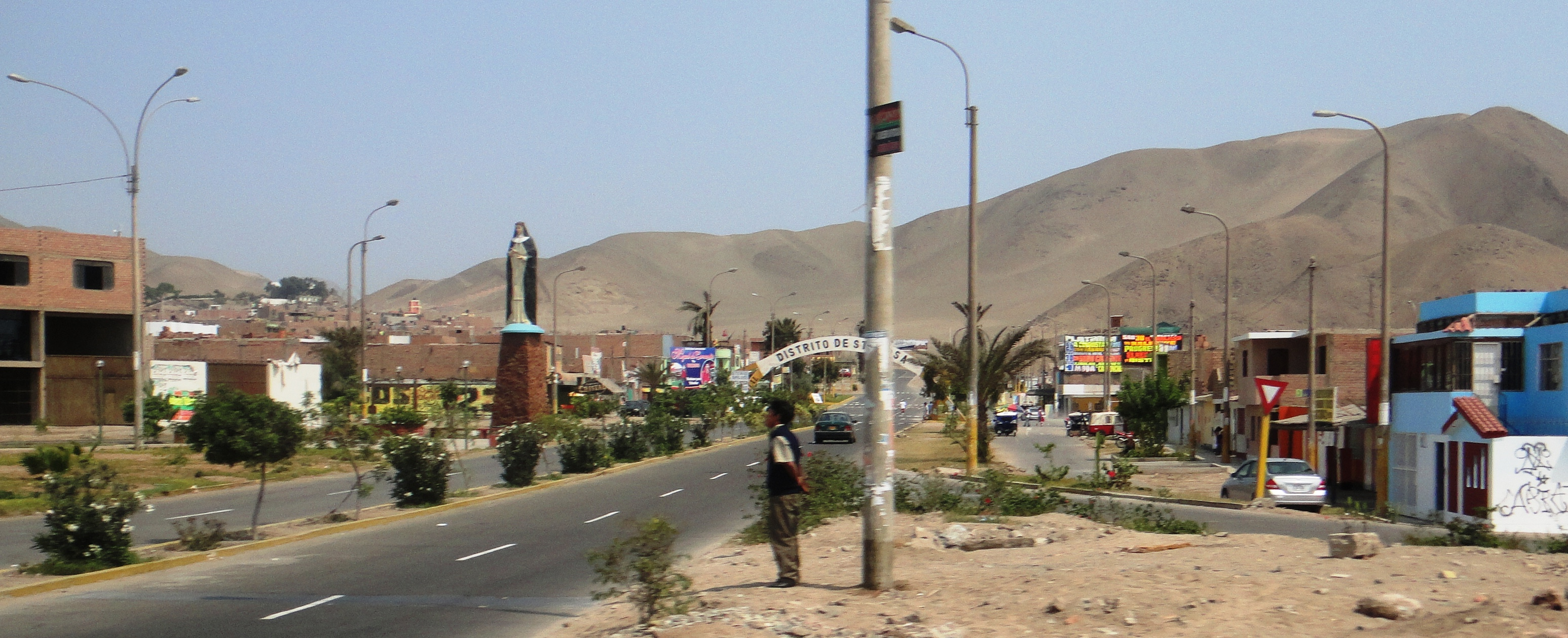

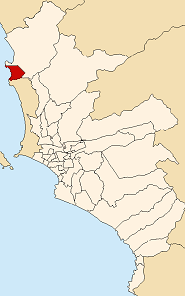

聖羅薩區（西班牙語：Distrito de Santa Rosa）是秘魯的一個區，位於該國西部利馬大區的利馬省，始建於1962年2月6日，面積21.5平方公里，海拔高度7米，2007年人口10,903，人口密度每平方公里510人。